# Sedini
Sedini (sardinski: Sèddini) je grad i općina (comune) u pokrajini Sassariju u regiji Sardiniji, Italija. Nalazi se na nadmorskoj visini od 350 metara i ima 1 339 stanovnika.
 Prostire se na 40,51 km². Gustoća naseljenosti je 33 st/km².
Susjedne općine su: Bulzi, Castelsardo, Laerru, Nulvi, Santa Maria Coghinas, Tergu i Valledoria.